# Arrondissement d'Arcachon
L'arrondissement d'Arcachon est une division administrative française, située dans le département de la Gironde, en région Nouvelle-Aquitaine.
L'arrondissement a été créé par le décret no 2006-1538 du 6 décembre 2006 (entré en vigueur le 1er janvier 2007), par l'adjonction de quatre cantons issus de l'arrondissement de Bordeaux.

## Composition
L'arrondissement se compose de quatre cantons représentant dix-sept communes : 
- canton de Gujan-Mestras ;
- canton d'Andernos-les-Bains ;
- canton des Landes des Graves (ce canton comporte vingt-cinq communes, dont vingt hors du périmètre de l'arrondissement d'Arcachon, et ce à la suite du redécoupage cantonal de 2014) ;
- canton de La Teste-de-Buch.

### Découpage communal depuis 2015
Depuis 2015, le nombre de communes des arrondissements varie chaque année soit du fait du redécoupage cantonal de 2014 qui a conduit à l'ajustement de périmètres de certains arrondissements, soit à la suite de la création de communes nouvelles. Le nombre de communes de l'arrondissement d'Arcachon reste quant à lui inchangé depuis 2015 et égal à 17.
Au 1er janvier 2024, l'arrondissement groupe les 17 communes suivantes :
1. Andernos-les-Bains
2. Arcachon
3. Arès
4. Audenge
5. Le Barp
6. Belin-Béliet
7. Biganos
8. Gujan-Mestras
9. Lanton
10. Lège-Cap-Ferret
11. Lugos
12. Marcheprime
13. Mios
14. Saint-Magne
15. Salles
16. Le Teich
17. La Teste-de-Buch

## Démographie
En 2022, l'arrondissement comptait 165 013 habitants.
| 1954   | 1962   | 1968   | 1975   | 1982   | 1990   | 1999    | 2006    | 2011    |
| ------ | ------ | ------ | ------ | ------ | ------ | ------- | ------- | ------- |
| 57 809 | 60 854 | 69 086 | 71 656 | 80 534 | 93 063 | 110 269 | 128 290 | 138 322 |

| 2016    | 2021    | 2022    | - | - | - | - | - | - |
| ------- | ------- | ------- | - | - | - | - | - | - |
| 150 979 | 162 720 | 165 013 | - | - | - | - | - | - |

### Remarque
Attention : les données antérieures à 2007 correspondent à la population théorique de l'arrondissement d'Arcachon, puisqu'il n'est entré en vigueur qu'au 1er janvier 2007.

## Administration
| Période        | Période   | Identité                | Fonction précédente | Observation |
| -------------- | --------- | ----------------------- | ------------------- | ----------- |
| ...            |           |                         |                     |             |
| ...            | juin 2009 | Philippe Ramon          |                     |             |
| juillet 2009   |           | Pascal Gaucci           |                     |             |
| septembre 2011 |           | Jean-Pierre Hamon       |                     |             |
| janvier 2014   | 2021      | Mme Dominique Christian |                     |             |
| 2021           |           | Ronan Leaustic          |                     | -           |